# 何振一
何振一（1931年9月—），辽宁海城人，中国财政经济学家、教育家，中国社会科学院财政与贸易经济研究所研究员，中国社会科学院荣誉学部委员。1955年毕业于吉林大学经济系。